# Cristiane Britto
Pour les articles homonymes, voir Britto (homonymie).
Cristiane Britto, née le 25 janvier 1979 à Salvador de Bahia (Brésil), est une femme politique brésilienne.
Elle est ministre des Droits de l'homme, de la Famille et des Femmes de mars à décembre 2022 dans le gouvernement du président Jair Bolsonaro,,.

## Biographie
Fille de Romualdo Raimundo Rodrigues et Zilmar de Olivera Rodrigues, entrepreneurs, Cristiane Britto est titulaire d'un diplôme de droit de l'université Gama Filho, avec une spécialisation en droit électoral obtenue à l'université Southern Santa Catarina (UNISUL),.
Elle est mariée à l'avocat Flávio Eduardo Wanderley Britto. Elle travaille comme avocate électorale dans le District fédéral depuis 2003, associée à l'Académie brésilienne des élections et de droit politique (ABRADEP),,.
Elle a été vice-présidente de la Commission du droit électoral de la section du District fédéral de l'ordre des avocats du Brésil (PAB-DF),.
Membre du parti politique des Républicains, elle est nommée en mai 2019 à la tête du Secrétariat national à la politique féminine (SNPM), au sein de l'équipe de Damares Alves, ministre des Femmes, de la Famille et des Droits de l'homme, dans le gouvernement du président Jair Bolsonaro.
En mars 2022, à la suite du départ de Damares Alves de ses fonctions ministérielles, elle lui succède,.